# Pachyonychia congenita
Die Pachyonychia congenita (PC) ist eine angeborene Erbkrankheit mit den Leitkennzeichen verdickter Finger- und Zehennägel (Onychauxis) und schmerzhaftem Keratom an der Handfläche und den Fußsohlen aufgrund einer Störung der Verhornung.
Synonyme sind: Pachyonychia congenita hereditaria; Jadassohn-Lewandowsky-Syndrom; Keratosis congenita multiplex; Polykeratosis congenita (Touraine); Pachyonychia ichthyosiformis

## Verbreitung
Die Häufigkeit ist nicht bekannt, weltweit wurde über etwa 1.000 Patienten berichtet.
Die Vererbung erfolgt überwiegend autosomal-dominant.

## Unterteilung
Auf der Basis zugrundeliegender Mutationen werden derzeit folgende Unterformen unterschieden:
- PC1; PC-K16, Mutationen im KRT16-Gen im Chromosom 17 am Genort q21.2, häufiger mit ausgeprägtem Plantarschmerz[4]
- PC2; PC-K17, Mutationen im KRT17-Gen im Chromosom 17 an q21.2, häufiger Zysten, follikuläre Hyperkeratose und sichtbare Zähne bei Geburt[5]
- PC3; PC-K6a, Mutationen im KRT6A- Gen im Chromosom 12 an q13.13, häufiger Leukokeratose der Mundschleimhaut und Fütterungsprobleme[6]
- PC4; PC-K6b, Mutationen im KRT6B- Gen im Chromosom 12 an q13.13, häufiger Krankheitsbeginn erst nach dem 14. Lebensjahr[7]
- PC-K6c, Mutationen im KRT6C- Gen im Chromosom 12 an q13.13, seltenste Form[8]
- Pachyonychia congenita, autosomal rezessiv, möglicherweise eigenständige Form[9]

Die betroffenen Keratine werden hauptsächlich in den Hautschichten der Handfläche, den Hautanhangsgebilden wie Nägel und in der Mundschleimhaut gebildet.

## Klinische Erscheinungen
Klinische Auffälligkeiten für das gesamte Krankheitsbild sind:
- Bereits kurz nach der Geburt auftretende, im Verlauf zunehmende Nagelverdickung an allen Fingern und Zehen mit verstärkter Nagelkrümmung
- Nagelverfärbung gelblich-bräunlich
- Umschriebene symmetrische Hyperkeratose an Handflächen und Fußsohle
- Blasenbildung bei Wärme an den Handflächen
- Hyperhidrose palmoplantar (an den Handflächen)
- Follikuläre Keratose an Ellenbogen und Knien bei trockener Haut
- Leukoplakien der Mundschleimhaut
- Sichtbare Zähne bei Geburt

beim Erwachsenen können eventuell Dystrophie der Hornhaut, Katarakt, retikuläre Pigmentierung, Schwerhörigkeit, Hypotrichose oder Heiserkeit auftreten.
Es gibt mindestens drei Formen der Nagelveränderungen:
- Nägel von normaler Länge mit Hyperkeratose am Ende mit Verbiegung
- Vorzeitig endende Nagelplatten mit Hyperkeratose distal und frei liedener Fingerkuppe
- Dünne Nagelplatten mit Hyperkeratose unterschiedlicher Ausprägung.[3]

## Diagnose
Die Diagnose ergibt sich aus den klinischen Befunden und wird durch molekulargenetische Tests bestätigt.
Bei bekannter Mutation ist eine Vorgeburtliche Diagnostik möglich.

## Differentialdiagnose
Abzugrenzen sind:
- Steatocystoma multiplex
- Palmoplantares Keratoderma, fokal nicht-epidermolytisch
- Epidermolysis bullosa
- Clouston-Syndrom und erworbene Krankheiten wie Psoriasis
- Lichen ruber planus.

## Therapie
Eine ursächliche Behandlung ist nicht bekannt, die Symptome und Schmerzen durch das Keratoderma sind ebenso wie eventuelle Infektionen jedoch einer Therapie zugänglich.

## Geschichte
Die Erstbeschreibung erfolgte im Jahre 1906 durch die deutschen Dermatologen Josef Jadassohn und Felix Lewandowsky.
Klinisch erfolgte eine Einteilung in:
- Typ I mit Leukoplakien und plantaren Blasenbildungen
- Typ II ohne Leukoplakien, geringe Keratosen
- Typ III vorzeitige Zahnentwicklung, geringe Keratosen

Eine alternative Einteilung lautet:
- PC-1 Jadassohn-Lewandowsky-Syndrom mit oraler Leukokeratose
- PC-2 Jackson-Lawler TYP ohne Leukokeratose der Mundschleimhaut

nach einer Beschreibung durch A. D. Jackson und S. D. Lawler im Jahre 1951.